# Agua Caliente, Michoacán de Ocampo
Agua Caliente är en ort i Mexiko.   Den ligger i kommunen Coeneo och delstaten Michoacán de Ocampo, i den centrala delen av landet, 270 km väster om huvudstaden Mexico City. Agua Caliente ligger 1 997 meter över havet och antalet invånare är 414.
Terrängen runt Agua Caliente är platt åt nordväst, men åt sydost är den kuperad. Runt Agua Caliente är det ganska tätbefolkat, med 75 invånare per kvadratkilometer. Närmaste större samhälle är Zacapú, 13,6 km väster om Agua Caliente. I omgivningarna runt Agua Caliente växer huvudsakligen savannskog.